# Liste der Monuments historiques in Montagnat
Die Liste der Monuments historiques in Montagnat führt die Monuments historiques in der französischen Gemeinde Montagnat auf.

## Liste der Bauwerke
| Bezeichnung          | Beschreibung                  | Standort            | Kennzeichnung | Schutzstatus | Datum | Bild           |
| -------------------- | ----------------------------- | ------------------- | ------------- | ------------ | ----- | -------------- |
| Schloss Montplaisant | Erbaut im 18./19. Jahrhundert | Montplaisant (Lage) | PA00116428    | Inscrit      | 1981  | weitere Bilder |

## Liste der Objekte
- Monuments historiques (Objekte) in Montagnat in der Base Palissy des französischen Kultusministeriums